# Nuda/Colpa mia
Nuda/Colpa mia è il 118° singolo di Mina, pubblicato a maggio del 1976 dall'etichetta privata dell'artista PDU e distribuito dalla EMI Italiana.

## Descrizione
Anticipa l'album Singolare, pubblicato a ottobre; è stato ristampato in Spagna dalla Odeon e in Francia dalla Pathé con stesso numero di catalogo (006-97.975).
Ottiene un buon successo raggiungendo il sesto posto nella classifica settimanale e il 37° tra i singoli più venduti del 1976.
- Nuda
Si trova anche nelle raccolte Platinum Collection 2 (2006) e The Collection 3.0 (2015).[5]

L'arrangiamento e la direzione d'orchestra sono di Pino Presti.
- Colpa mia
Sigla di chiusura dell'edizione del decennale della trasmissione radiofonica Gran varietà, è presente nelle antologie Del mio meglio n. 4 (1977) e Mina Studio Collection (1998).

Arrangiamento e direzione d'orchestra degli stessi autori della musica: Roberto Soffici e Alberto Simonluca Favata.
Tecnico del suono in entrambi i brani: Nuccio Rinaldis

## Tracce
Edizioni musicali PDU/Alfiere.
Lato A
1. Nuda – 4:00 (Don Backy)

Lato B
1. Colpa mia – 4:02 (testo: Gian Pieretti – musica: Roberto Soffici, Simon Luca)